# 巨芽細胞貧血
巨芽細胞貧血（英語：Megaloblastic anemia）是一群疾病有著共同周邊與骨髓相似的血球形態表現而得名，可藉由遺傳、後天或DNA受損而導致此病，引發此疾病的原因可能為維生素B12缺乏（Cobalamin deficiency）、葉酸缺乏（Folate deficiency）、又或因DNA合成缺陷所造成。

## 臨床特徵

### 臨床主要特徵
巨幼細胞性貧血發展緩慢，可能多年沒有任何明顯症狀（無症狀）。常見症狀通常會在某個時候出現並表現出以下特徵：食慾不振、味覺改變、口腔潰瘍、舌炎（表現為疼痛且顏色鮮紅的舌頭，即「牛肉舌」）、口角炎、疲憊、呼吸急促、面色蒼白、頭暈、頭昏眼花、心率過快等。由於無效造血，紅血球易於肝臟破壞溶解，易於引發黃疸。此外，可能伴隨掉髮、皮膚可逆性的黑色素沉澱以及腸胃功能紊亂（如消化不良、噁心、腹瀉、食慾減退、體重下降），患者還可能出現失眠、情緒不穩、甚至認知功能障礙。重度貧血患者可能伴有低燒，血小板減少時則易出現出血或瘀青；當酗酒或缺乏維生素C時，其症狀更加明顯。在極少數情況下，鈷胺素缺乏會在貧血的典型症狀出現之前出現神經系統症狀。

### 懷孕的併發症
B12和葉酸的嚴重缺乏會影響男性與女性的生殖功能，可能導致不孕、孕婦反覆流產及胎兒神經管缺陷。葉酸對孕婦尤為重要，研究顯示，懷孕前三個月內若缺乏葉酸，胎兒可能出現神經管發育缺陷，增加無腦兒、脊柱裂、腦膨出等風險。全程補充葉酸還可降低新生兒體重過輕、早產及顎裂等先天性畸形的風險。一般認為葉酸缺乏不會導致神經系統病變，僅在極少數情況下，葉酸缺乏可能會導致一些神經系統病變。

### 血栓栓塞症
遺傳性酶缺乏（如胱硫醚β合成酶、甲硫氨酸合成酶或亞甲基四氫葉酸還原酶）可能導致高半胱氨酸尿症，患者在青少年至成年時期容易發生血栓栓塞性疾病，包括缺血性心臟病、腦中風及靜脈栓塞，其中又以靜脈栓塞最為危險，因為其透過活化C蛋白來干擾Va凝血因子的活化。此外，後天B6、B12及葉酸的缺乏，尤其在營養不良的老年人中，也會導致高半胱氨酸血症，增加動脈血栓栓塞的風險。

### B12缺乏導致神經病變
在正常情況下，維生素B12作為輔因子，參與甲硫氨酸合成酶催化的代謝過程，促使同型半胱氨酸轉化為甲硫氨酸，最終生成S-腺苷甲硫氨酸（SAM），形成包括神經髓鞘基礎蛋白、甲基化脂質、DNA及神經傳導物質（如多巴胺）的甲基化產物。當B12缺乏時，SAM無法進一步轉化，導致甲基化產物減少，進而影響髓鞘的形成及神經傳導物質的生成，從而引發神經病變。

## 腳注
1. ↑  .   [2009-02-07]. （原始内容存档于2009-01-25）.
2. ↑  . rarediseases.org.   [2025-01-09]. （原始内容存档于2021-08-04） （美国英语）.
3. ↑  Campbell, Berry A. . Clinical Obstetrics and Gynecology. 1995-09, 38 (3). ISSN 0009-9201. doi:10.1097/00003081-199509000-00005 （英语）.
4. ↑  Raymundo-Martínez, Grecia Iveth; Gopar-Nieto, Rodrigo; Carazo-Vargas, Gonzalo; Araiza-Garaygordobil, Diego; Scuri, Sergio Raul; Rodríguez-Chavez, Laura Leticia; Espinola-Zavaleta, Nilda. . Radiology Case Reports. 2018-12, 13 (6)  [2025-01-09]. PMC 6141725 . PMID 30233762. doi:10.1016/j.radcr.2018.07.018. （原始内容存档于2025-01-26） （英语）.
5. ↑  Roberts, Irene AG. . Postgraduate Haematology. 2005-03-30. doi:10.1002/9780470987056.ch61.